# أزغار ستي (أوريكة)
أزغار ستي هي إحدى مشيخات المملكة المغربية، تتبع جغرافيا لإقليم الحوز وإداريًا لأوريكة. يقدر عدد سكانها بـ 16623 نسمة حسب الإحصاء الرسمي للسكان والسكنى لسنة 2004.